# 7·1 경제 관리 개선 조치
7·1 경제 관리 개선 조치 혹은 7·1 경제 개혁 조치는 김정일이 2002년에 추진된 경제개혁조치로 이때 중국의 1단계 개혁 방식을 본따 만든 경제 관리 개선 조치임을 알수가 있다는 것이다. 그리하여 고난의 행군을 어찌 돌파하고자 하는 길을 열게 되었음을 추진을 하게 되었다.
7.1 경제개혁조치란 북한 당국이 2002 - 03년에 걸쳐 추진한 일련의 경제개혁조치를 지칭한다. 7.1 경제개혁조치는 약 1년 6개월의 준비를 거쳐 2002년 1월부터 시행된 것으로 알려져 있다.
원래 7.1 경제개혁조치라는 명칭은 개혁 조치의 핵심인 물가 및 월급 인상 조치가 2002년 7월 1일부로 시행된 데서 유래한 것이지만, 넓은 의미의 7.1 경제개혁조치에는 이 조치를 포함하여 가격, 임금, 환율, 외환, 유통, 국가계획, 기업 및 협동농장 관리, 재정 등 소유권 및 금융 부문을 제외한
이러한 경제개혁조치는 극심한 경제난 속에서 자율 처분량을 증가시켜, 자체적인 생산 능력을 증대시키기 위함이었다. 이후 2005년에 계획 경제가 복원되면서 대부분의 조치가 취소되었다.

## 가격 및 월급 인상 조치[3]
첫째, 주민 과 비전략 부문 국영 기업에 대한 재정투입을 대폭 축소하였다(비전략 부문 재원 투입 축소). 원래 북한에서는 주민의 의식주와 관련된 상품의 가격은 생산원가보다 낮게 책정하고 그에 따른 생산자 손실분은 국가 재정에서 보조했다.
가격 보조금이 폐지됨에 따라 상품 가격이 상승할 수밖에 없었고, 상품 가격 상승과 주민의 사회 복지 비용 부담분이 증가함에 따라 생활비가 인상될 수밖에 없었다.
구체적으로 국정 가격은 평균 25배, 근로자 기준 임금은 평균 18배 인상됐으며(월 2,000원 수준), 이와 함께 국정 환율 역시 약 70배 인상되었다.(달러당 2.2원 → 달러당 153원)
그런데 가격 - 월급 인상 조치는 비전략부문에 대한 재정 투입을 줄이기 위한 불가피한 조치인 동시에 지속적으로 암시장으로 유출되던 상품 및 외환 - 노동력을 공식 경제로 되돌리는 적극적 조치이다.
둘째, 비전략부문 국영 기업에 대해서는 과거 국가 재정에서 제공하던 각종 운영 자금 및 시설 자금을 폐지하거나 축소했다.
이미 1990년대 중반 유동 자금 공급을 중단한 데 이어 7.1 경제개혁조치에서는 고정 재산 확대 재생산 비용을 축소했고, 고정재산 단순 재생산 비용과 대 보수 자금은 폐지했다.
대신 과거 국가에 내던 고정 재산 감가 상각금을 기업에 자체 유보하도록 했고, 거래 수입금도 폐지하여 기업의 자금 부담을 줄였다.
그런데 거래 수입금은 흑자 기업에서 걷어 적자 기업을 보전하는 데 사용됐기 때문에 거래 수입금 폐지로 인해 세입이 줄어든 만큼 세출도 줄어 들어 국가 재정에 순손실이 초래되지 않았다.
셋째, 비전략부문 경제 주체의 자율성을 대폭 확대했다. 이는 국가의 재정 투입 축소에 따라 비전략부문 경제 주체가 자력갱생할 수 있도록 배려하는 조치인 동시에 비전략 부문의 생산성과 이윤을 증대시켜 이를 조세 형태로 전략부문으로 이전하려는 착취적 조치이다.
자율성 확대 조치는 크게 시장 도입 조치와 계획 개선 조치로 구분되는데, 먼저 시장 도입 조치를 살펴보면 다음과 같다.

## 종합 시장 전면 확대 추진[5]
조선민주주의인민공화국은 2002년 9월경부터 농민시장에서 쌀 판매를 허용하였고 12월경부터 공산품의 판매도 전면적으로 허용하였으며 7․1 경제개혁조치 이전까지 암시장 경제에서 안정을 찾고 있던 서민의 생활이 폭등한 물가 때문에 엉망이 되자 민심이 흉흉하였다.
국가가 생필품을 안정적으로 제공하지 못하고 7․1 경제개혁조치로 배급제를 폐지한 이상 주민이 생필품 부족 문제를 독자적으로 해결하는 상황에서 비공식 경제부문의 부분적 양성화 조치는 불가피 하였다.
농민시장이 활성화되고 주민들이 생필품을 확보하는 주요 수단으로 정착하게 되자 북한 당국은 암시장을 양성화하는 방향으로 정책의 방향을 바꾸었고 2003년 3월에는 농민시장을 합법화하여 종합시장으로 확대발전시켰으며 2003년 4월 1일자 조선신보에 이어 6월 10일자 조선중앙통신은 경제개혁이라는 용어를 공식적으로 처음 사용하고 종래의 농민시장을 공산품도 취급하는 종합시장으로 확대개편한다고 발표하였다.
조선중앙통신은 농산물 등 토산물 뿐 아니라 공업품까지 사고 팔 수 있는 종합시장이 북한 전역에 조성되고 있다고 보도하였다.
통일부 추정에 의하면 평양에 40여개, 각 시․군에 1 – 2개씩 전국에 300여개의 종합시장이 설치되어 있고 종합시장은 국가가 물자거래에 개입하지 않으며 연중 상설 운영되고 종합시장에는 개인 및 기관이 매대를 임대하여 장사를 할 수 있게 되어 있다.
시장 건물에 매대를 설치하기를 원하는 기관이나 개인은 평양시 인민봉사총국에 신청서를 제출해야 하며 신청인이 많을 경우 추첨을 통하여 결정 한다.
종합시장에 개인의 입점을 허용한 것은 큰 변화로 볼 수 있으며 조선신보에 의하면 2003년 3월말부터 이러한 변화가 시작되었는데 이는 시장의 기능에 대한 관점을 변화시킨 것으로서 시장을 통제의 대상으로 보지 않고 사회주의 상품 유통의 일환으로 인정한 것이라고 한다.
국가계획초과 달성 유도를 위해 공장기업소는 기본 제품의 부산물로 생산된 생필품의 30% 한도 내에서 시장판매를 허용하고 있으며 쌀, 기름을 비롯한 중요지표 상품의 한도가격을 설정, 수요와 공급에 따라 10일에 한 번씩 검토하여 합의 가격을 산출한다고 한다.

## 서비스 산업 전면 허용 및 사유화 소극적 허용[7]

### 상점 부문 개혁 과정
유통부문개혁 관련 특징으로는 북한이 상점 운영의 주체에 따라 국가가 운영하는 국영상점과 기관. 기업소가 운영하는 일반상점으로의 이원화한 것을 들 수 있으며 조선민주주의인민공화국 상업법 제81조는 상점, 식당, 봉사소 등을 운영하려는 기업소 등은 중앙상업지도기관의 승인 대신, 해당 상업지도기관의 영업허가를 받도록 명시하고 있다.
일반상점은 기존 국영상점을 기관, 기업소에 임대하여 자율 운영토록 한 위탁상점과 기관, 기업소가 개설한 직매점으로 구분되며 국가는 일부 실적이 부진한 국영상점의 운영권을 능력이 있는 기관, 기업소에 이관하여 국영상점과 일반상점간 경쟁을 유도하고 있기도 하다.
영업이 부진한 일부 국영상점을 기관, 기업소, 인민반에 임대 및 분양하고 대신 임대료를 징수하고 있고 가격은 국가계획에 따라 유통되는 상품의 경우에는 국정가격으로 판매하나 비계획상품의 경우에는 합의가격 형식으로 판매한다.
개인명의 상점운영은 아직 불허하고 있으나 일부 자금력이 있는 개인은 기관, 기업소 명의를 이용하여 실질적으로 직접 운영하는 사례가 있는 것으로 파악되고 있다.

### 편의서비스업 부문 개혁 과정
식당 운영과 관련해서도 국영식당과 합의제식당으로 이원화되어 있는데 국영식당은 국가가 합의제식당은 기관, 기업소가 경영하는 것이 원칙이나 개인도 수익금 제공 조건하에 국영식당을 인수하여 운영하고 있다.
식당 내 음식가격에 있어서는 국가가 정한 기본메뉴는 국정가격으로 식당의 자체개발메뉴는 합의가격으로 판매되고 있기도 하다.
국가는 식당 운영 수익의 일정액을 국가납부금 명목으로 회수하고있는데 식당은 고객유치를 위해 가격을 탄력적으로 조정하는 등 수익위주의 경영이 확산되고 있는 실정이다.
평양 제1백화점은 합영, 합작 가공무역상품의 가격을 백화점 측과 생산자 측이 협의 결정하는 합의가격제를 채택하고 있는 것으로 알려지고 있고 기타 서비스 부문에서는 위락업 등 서비스 업종의 개인운영을 허용하고 있다.
즉, 자금력을 갖춘 주민이 기관, 기업소로부터 맥주집, 가라오케, 목욕탕, PC방 등을 임대하여 운영하거나 신규 개업하는 현상이 발생하고 있다.

### 가내작업반 및 가내편의서비스업 개혁 과정
8․3 인민소비품의 생산과 처리에 관한 지도는 중앙의 경제관리기구가 아니라 도, 시, 군 행정경제위원회와 해당 기관, 기업소가 하게 되어 있으며 비록 중앙공업에서 생산되는 8․3 인민소비품이라 할지라도 지방행정기관이 관리 감독하도록 되어 있다.
생산조직은 생활필수품과 식료품 생산을 늘리고 서비스업을 발전시키기 위하여 조직하는 노동조직으로 기관과 기업소 및 협동단체와 노동자구와 동의 인민반에서 조직한다고 되어 있다.
생산을 하고 싶은 단위는 도, 시, 군 행정경제위원회와 해당 기관, 기업소가 할아버지와 할머니 혹은 주부로 하여금 가내생산협동조합과 가내작업반과 부업반 및 가내편의서비스업을 조직해서 해결할 수 있도록 되어 있다.
2004년 사회주의상업법에 의하면 중앙상업지도기관과 지방정권기관은 주민지역의 특성과 주민의 수요에 맞게 전문, 종합서비스망을 합리적으로 배치하며 서비스업종을 실정에 맞게 정해주어야 한다고 되어 있으며 상점, 식당, 서비스업소를 운영하려는 해당 기관과 기업소 및 협동 단체는 해당 상업지도기관의 영업허가를 받아야 하며 영업활동을 정해진 질서대로 하여야 한다고 수록이 되어 있다.
편의서비스기관과 기업소 및 협동조합은 편의서비스 가내작업반과 가내편의서비스직원을 널리 운영하여야 한다고 되어 있으며 편의서비스 가내작업반과 가내편의서비스직원의 조직과 배치는 상업지도기관이 하게 되어 있다고 밝힌바 실질적으로 사적기업설립권이 인정이 되었다.
그리고 국가계획기관과 무역기관, 해당 기관은 편의서비스용 자재와 부속품을 계획에 맞물려 보장하고 상업지도기관은 편의서비스용 자재, 부속품을 정상적으로 공급하여야 한다고 되어 있어 현재 가내작업반이 서로 무역을 하며 자재를 공급받을 수 있도록 법적으로 허용이 되어 있으며 이를 무역기관과 함께 거래를 보장받을 수 있도록 하였다.
가내수공업자에는 세 부류가 있으며 기업에 8.3 노동자로 등록한 자, 가내작업반에 등록한 자, 무등록자가 있으며 여기서 가내작업반에 등록하고 사적활동을 하는 경우가 적은 납부금으로 자유를 얻을 수 있어 가장 인기가 높다.
조선민주주의인민공화국 여성에게는 협동조합이나 가내작업반에 소속되는 것이 자유를 얻는 최상의 대안으로 된다.
만약 몰래 가내수공업 생산을 한다면 작업자 고용이 많아야 7 - 8명밖에 안되겠지만 공장 가내작업반의 명의를 활용한다면 상황이 달라지며 실제로 개인이 식료 가공품 생산 시설과 인력을 운영하더라도 식료품 공장의 가내작업반 명의만 있다면 10명 이상을 고용할 수도 있다.
3 - 5명이 단체로 할 경우에는 자체적으로 가내작업반이라는 명칭을 만들어 동사무소에 신청하여 허가를 받는 등 별도의 가내작업반을 만들어 생필품을 제조하여 판매하고 있다.
이들은 개인적으로 물건을 제조, 판매하는 대가로 당국에 이윤의 3 - 10%를 세금으로 납부해야 하며 별도의 가내작업반을 결성하는 이유는 법적, 행정적 문제 발생시 당국이 간섭을 하지 못하게 하려함은 물론 문제 처리도 용이하기 때문이다.
물건 제조시 제조 설비는 주로 인근의 사회주의 물자교류시장에서 구입한 설비를 구입하여 사용하고 있으며 필요 원자재는 중국 수입품과 자체 조달품을 반반씩 섞어 활용하고 있다.

## 농업 개혁 과정[15]
조선민주주의인민공화국은 2004년 들어 중국의 농업개혁과 유사한 협동농장 개인경작제도를 제한적인 규모이기는 하지만 전국적으로 실시하고 있고 북한에서 실시하고 있는 개인경작제도는 협동농장의 농민이 토지의 일부를 배분받아 스스로 경작한 뒤 생산물을 자체적으로 처분할 수 있는 제도다.
지금까지 북한 주민은 직접 개간한 소토지나 자택 주변의 텃밭에서 농작물을 키울 수 있었으며 그러나 국유지에 대한 개인경작이 허용된 것은 처음이다.
이러한 변화에 대한 증거는 조선신보의 보도와 최근 탈북자 및 중국을 왕래하고 있는 북한 주민의 증언에서 드러나고 있으며 북한이 협동농장 개인경작제도의 일종인 포전담당책임제를 도입했다고 총련 기관지인 조선신보가 김용술 북한 무역성 부상의 발언을 인용해 보도했다.
이는 북한이 개인경작제도를 전국적인 차원에서 도입하고 있다는 것을 북한 고위 관리가 처음으로 확인한 것이어서 주목되고 있으며 김 부상은 현재 협동농장에서 포전담당책임제를 시범적으로 도입하고 있다며 분조를 더 작은 단위로 할 수 있는 권한이 협동농장에 주어졌고 그런 속에서 더 적은 인원으로 포전을 담당하는 포전담당책임제가 나왔다고 말했다.
탈북자도 2002년부터 함경도 지역에서 시범 실시된 것으로 알려진 개인경작제도가 올해 전국으로 확대되고 있다고 증언하였으며 함경북도 온성군에서 올여름 탈북한 사람은 농장에서 옥수수를 심을 수 있는 땅만 골라 토지 비옥도를 감안해 농민 1인당 200 - 400평씩 나눠 주었다고 증언하였다.
황해남도 벽성군에 살면서 최근 중국을 방문한 사람도 아들이 올해 농장 토지 350평을 개인경작지로 받았다며 이 제도가 올해부터 전국적으로 실시되었다고 증언하였으며 탈북자 및 북한주민 지원 단체인 좋은 벗도 최근 발간한 북한소식 1호에서 북한 당국이 올해 3월부터 1인당 300평씩 토지를 배분한 뒤 토지의 질에 따라 상중하로 세금을 받고 있다고 주장하였다.
어떤 농민은 개인경작에 필요한 노동 시간까지 보장받은 것으로 알려졌으며 함경북도 회령시에 사는 사람은 농민은 전체 노동시간의 3분의 2를 농장의 공동경작지에서 일하고 3분의 1은 개인경작지에서 농사를 지을 수 있다고 증언하였다..
그는 또한 농장은 개인에게 개인경작지용 비료 등을 지원하고 가을에 현금이나 곡물을 대가로 받아간다며 모든 농가는 개인경작지로 6개월 동안의 식량을 해결해야 한다고 말했다.
국제식량농업기구에 의하면 조선민주주의인민공화국 협동농장의 쌀 생산량이 2000년 358만 톤에서, 2001년의 354만 톤으로 하락하다가 2002년에 387만 톤으로 증가하기 시작하여 2003년 415만 6천 톤으로 2004년에는 424만5천 톤으로 증가하고 있다.
조선민주주의인민공화국이 2004년 들어서 전국적으로 실시하고 있는 협동농장 개인경작제도는 1980년대 초 중국이 경제개혁 및 개방 조치와 함께 단행한 농업개혁의 핵심적인 내용을 일부 담고 있다.

## 기업 개혁 과정

### 기업 계획권 과정
계획지표들을 중앙과 지방, 기관과 기업소 단위간에 합리적으로 분담해야 하며, 국가계획위원회는 전략적 지표를 계획하고 세부적인 지표들은 해당 기관, 기업소에서계획하도록 해야 한다고 지시하였다. 
그리고 연간, 분기 계획을 월별로 분할하는 것도 성, 중앙기관이나 도에 맡기는 것이 합리적이며 지방경제부문은 주요 지표 외의 세부지표들도 도, 시, 군 자체 실정에 맞춰 계획화하도록 해야 한다고 지시하였다.
1990년대에 목격되었던 기업소 지표의 영역이 더욱 확대되고 있다는 것이며 기업들은 기본 생산물이 아닌 경우 자체적으로 생산지표를 개발하여 승인을 받으면 공식적인 계획지표로 삼을 수 있게 되었다. 
승리자동차련합기업소는 타 기업들에 의해 수요가 많은 특정 부품을 자체적으로 개발하여 이를 기업소지표로 승인 받을 수 있으며 이러한 제품에 대해서는 생산을 위한 물자 조달, 가격 책정, 판매 등에 큰 제약을 받지 않으며 이를 시장가격에 판매할 수 있는 권한을 부여받았다.

### 가격 제정권 및 시장 판매권 관련
과거부터 국가에서 하달된 현물지표를 충족하고 남은 여분의 생산물은 시장에서 판매할 수 있도록 하였으며 기업이 국가계획 이외의 생산물을 생산하는 것을 허용하며 소비재는 계획의 30%까지 판매가 가능하고 생산재는 계획의 5% 이내까지 허용하였다. 
기업 스스로 조달한 자재로 생산한 것이라면 시장에서 판매하는 것을 허용하였으며 물론 이러한 시장이나 기업간 거래에 의한 자재조달과 판매에서는 당연히 시장가격이나 기업간 합의가격이 적용된다. 
종합시장은 소비재의 경우 생산재의 경우 사회주의 물자교류시장을 의미하고 종합시장과 달리 사회주의 물자교류시장에서는 현금거래가 공식적으로는 허용되지 않았으나 실제로는 현금거래가 이루어져 왔다.

### 소득 분배권 및 국가 예산 납부권 과정
번수입은 판매수입에서 생활비를 뺀 원가를 공제한 것으로 계산되는 것이고 번수입의 크기는 판매수입의 크기에 많이 관계되며 그러므로 번수입을 늘리려면 판매수입을 늘려야한다고 지적하였다.
경제연구에 의하면 번수입은 현물지표별 계획에 따르는 수입뿐만 아니라 계획외의 수입도 포함되며 계획외의 수입이 중시되어야 할 부분이다.
물론 계획외의 수입만 추구하는 것을 방지하기 위하여 계획을 수행한 다음에 추가로 생산되는 계획외 수입을 평가실적에 인정해준다는 단서가 달려있다.
국가의 재정 수입 및 지출 항목을 조정했으며 국가납부금을 번수입에 기초하여 징수함에 따라 간접세 성격의 거래수입금을 폐지하고 이를 직접세 성격의 국가기업이익금에 통합시켜 국가기업이득금이라는 항목으로 예산수입의 원천을 단순화했다.
재정법 제13조를 개정하여 예산수입원천을 국민소득으로 수정했으며 감가상각금을 2002년부터 기업소에 재투자자금으로 유보토록 한 데 이어 기업의 미사용 여유자금을 국가가 동원하지 못하도록 명문화했다.
북한의 예산수입은 1. 국가기업이득금과 협동단체이득금, 2. 감가상각금, 3. 토지사용료, 4. 사회보험료, 5. 재산판매 및 가격편차수입금, 6. 기타수입금 항목으로 구분된다.
생산 및 경영활동을 하는 기관, 기업소, 단체는 해당 재정기관에 판매수입계획, 원가계획, 소득계획, 국가예산납부계획, 은행계좌번호 등을 규정한 예산납부자료를 제출해야 하는 데, 북한은 이들 자료를 근거로 예산계획을 작성하는 것으로 보인다.
국가예산수입법 제정으로 북한은 예산수납의 법적 근거를 마련, 국가예산 수납 관행을 개선하고는 있으나, 납부비율을 명시하지 않고 있는 것으로 보아 음성적 시장활동이나 부정부패가 조장될 가능성이 높은 것으로 판단된다.

### 생산조직권 및 고정 자산 매각권 과정
승리자동차연합기업소 출신의 탈북자는 생산 라인에 투입되는 노동력의 규모에 대하여 지배인이 일정한 통제력을 실제로 행사하고 있음을 시사하는 증언을 하였으며 생산 라인에 투입되는 노동력의 규모를 기업이 실제 조절할 수 있다.
경제개혁조치 이후 동일한 생산과정을 위해 투입되는 노동력을 20 - 30% 줄일 수 있었다고 증언하였으며 조선민주주의인민공화국 기업은 이렇게 해서 줄이게 된 노동력은 어떻게 처리하는가 이러한 노동력을 해고하거나 하지는 않는 것으로 보인다.
생산과정에 대한 재조정을 통하여 절약한 노동력은 다른 부분 예를 들어서 기업 외부의 활동 주택건설이나 도로교통 등에 활용한다고 하였으며 물론 이전에도 기업 노동력의 건설현장투입은 다반사로 이루어졌으며, 1990년대 극심한 경제위기 시기에는 일거리가 없는 기업이 노동자를 이러한 공사현장에 대규모로 투입하기도 하였다.
기업소는 해당지역의 감독기관과 협의를 통해 소규모 설비를 매각 및 폐기할 수 있는 권한을 가질 수 있게 됨으로 방치되는 유휴설비의 이용률 제고를 도모하고 있음을 감지할 수 있다.

### 자금 조달권 과정
공장기업소의 건물 일각에 자기의 국수 생산 기지를 건설하고 자기가 선발한 노동자, 자기의 설비, 자기가 구입한 원자재로 국수를 생산하고 이를 대기하고 있는 도매상에게 팔아 그 이윤의 30%를 공장 측에 이관하고 자기 자금으로 조달한 개인 자본가는 기지장이라고 불리며 경영상 공장과는 독립이지만 이윤 분배와 자원 대여, 법적 수속은 양자 합의에 의한 계약형 방식으로 되어 있다.
역시 콩고기 공장을 만들려는 개인은 우선 인맥이 있는 국영공장의 간부와 의논해 공장에 자체 자금으로 조달한 생산기지 설치 및 운영권을 승인받은 후 자신이 해당 기지 기지장이 된다. 
그러면 공장 내의 건물 일부를 생산기지로 분배 받고, 공장의 전선도 분배 받아 자유롭게 사용하며 자체자금으로 인조고기 생산 기계를 사회주의 물자 교류 시장에서 구입하면 본인이 10명 미만의 노동자를 직접 고용하게 된다. 
이때 조선민주주의인민공화국은 가내작업반으로 정식적으로 인정받거나 혹은 공장기업소 노동자 소속으로 이전하면 법적으로는 아무 문제가 없게 된다고 밝혔다.
수공업자가 알루미늄 잉곳을 처음부터 만든 것은 아니지만 장사꾼 사이에 거래를 중개하며 돈을 벌다가 주변 사람과 알루미늄 잉곳을 만들자고 하여 생산을 시작하였다고 한다.
소규모로 만들기 시작하여 확대 재생산을 하며 상당한 규모의 알루미늄 잉곳을 생산하였고 해주 제련소에서 알루미늄 원석을 가져와 다리 밑에 설치하여 소형 용광로에서 알루미늄 잉곳을 만들었다.
알루미늄은 녹는점이 철보다 낮은 700도에서 녹으며 이러하게 만든 알루미늄 잉곳은 중국에 수출하며 이런 알루미늄 잉곳의 생산과 해외 판매할 수 있는 것은 물론 개인 명의가 아닌 인민보안성의 수출품 생산 기지 명의로 운영하고 이 사례자는 기지장으로 취임을 했기 때문에 가능한 일이었다.

## 무역 분야 개혁 과정

### 무역회사의 설립 및 허가권의 획득 과정[27]
무역회사의 설립은 상부의 지시에 의한 것과 하부의 제안에 의한 것으로 대별되고 있으며 후자의 경우, 무역 허가는 김정일에 대해 제출하는 제의서를 통해 획득하는 것이 대부분이다. 
무역회사의 설립은 기본적으로 허가제라고 할 수 있으며 무역회사의 설립에 있어서 최대 관건은 와크의 획득 여부이고 무역회사를 새로 만들더라도 허가권을 얻지 못하면 현실적인 의미가 크게 퇴색된다. 
국가는 신설 무역회사에 대해 허가권을 부여함에 있어서 다음과 같은 사항을 중점 점검하며 수출 품목, 수출 생산 기지 동원 방법, 초기 자기 자본, 그리고 무역회사 설립의 기대효과 등이다. 
와크를 얻기 위해서는 현재 자금을 얼마만큼 가지고 있고, 이를 활용해 어떤 품목을 어떤 방식으로 동원하고, 이를 어떤 거래 상대에게 팔아 매년 얼마 정도의 외화를 벌어들여 이 돈을 어디에 쓸 것인가 등에 대한 마스터 플랜을 제시해야 한다,

### 수출품 생산 기지의 조성 및 첨단기술제품의 수출권 과정
성천군에 몰리브덴 광산이 있었으며 그런데 그 몰리브덴 광산은 조업을 사실상 중단한 상태였고 국가 차원에서도 몰리브덴이 필요해서 국가계획위원회가 연간 생산계획을 할당해 주지만 그 목표량을 달성하지 못했다. 
광석을 제대로 채취하려면 고압양수기를 비롯해 각종 설비가 필요한데 국가에서 이를 공급해 주지 못했으며 더 큰 이유는 국가에서 식량을 주지 않고 월급도 주지 않으니 사람들이 일을 하지 않는다는 것이다. 
하지만 무역회사가 이 광산에서 몰리브덴을 수매해 중국에 수출하면서부터 상황은 크게 달라졌으며 광부들이 열심히 일을 하기 시작한 것이고 다만 이들은 주로 개별적으로 폐갱에 들어가서 광석을 캔다. 
갱을 폐기시킨 곳인데 위험한 지역이며 그런 곳에 거의 기다시피해서 들어가 갱에서 쓰는 특수 공구, 갱 곡괭이 같은 것으로 광석을 캐서 피마대에 담아 끌고 나와 집에 보관해 둔다. 
이것으로 판매한 몰리브덴으로 월급으로 지급하여 지금도 성천군에는 무역회사가 원천동원기지로 삼고 있다.
내각의 통일적 지도 밑에 중앙무역기관에 의해 일원적 관리와 통제의 방식으로 이루어지고 있고 국가의 통일적 지도체제는 당과 군이 독자적으로 행해왔던 무역활동을 무역상의 지도하에 무역활동을 하도록 일원적 무역체제로 개혁하였다.
또한 국가의 무역지도를 돕기 위한 비상설기구로 국가무역지도위원회를 신설하였으며 이 위원회는 국가의 무역정책을 집행하며 무역사업을 개선하기 위한 문제를 정기적으로 토의하고 해당한 대책을 세우는 것을 임무로 하고 있다.
무역법은 대외무역을 확대하기 위해 국가납부금이나 관세의 합리적 조절, 장려금의 적용 등과 같은 무역 촉진 정책을 담고 있다.
예컨대 수출기지를 새로 조성하거나 첨단기술제품, 마이크로프로세서, 데스크톱 컴퓨터, LED TV, 팹리스 사업을 추진하고 국제시장에서 경쟁력이 높은 제품을 개발하여 판로를 개척한 무역회사에게 특혜를 주도록 하고 있다.

### 자금 조달권 및 경영 청부 과정
새롭게 개건한 공장기업소는 보통 무역회사가 공장기업소 지도원 혹은 지사장으로 합작 투자하여 중국으로 시설 설비를 구매해 만들어진 것이며 철저히 계약에 의해서 이루어지고 있으며, 생산부터 시작해 판매까지 돈주가 관여하여 이윤 획득을 위해서 감시 감독을 철저히 하고 있다.
박기원이라는 순천시 기업가의 사례를 살펴보면 이러한데 돌공예 가내작업반에서 출발해 이를 순천 돌 공예품 공장으로 발전시켜 수출 자금으로 만들어 자체 조달한 자금으로 통하여 순천 부재 공장을 만들어 현대화를 시켰다.
이러한 돌공예 공장, 부재 공장, 종합서비스업소 등의 종합체 금강산 무역회사의 사장으로 자체 자금을 조달하여 사장이 되어 호화스럽게 살게 되었으나 결국 많은 신소가 들어와 결국 총살 당하였으며 이를 바탕으로 무역회사 사장이나 그러한 기지장들이 처형당한 사례들도 많다.
2014년 사회주의 기업 책임 관리제가 실시되면서 해당 과정은 다시 국가계획위원회의 엄격한 통제를 받게 된 것으로 보인다.

## 평가

### 조선민주주의인민공화국 인플레이션 증대[32]
2003년 이후 북한의 비공식 경제부문의 평균 물가 상승률은 매년 100% 이상을 기록했으며 국정가격과 시장가격 사이가 수십 배에서 수백 배까지 차이나게 만들었다. 
조선민주주의인민공화국 물가를 대표하는 쌀 가격은 큰 폭으로 변동, 7.1 경제개혁조치 당시에 비해 거의 20배까지 폭등하기도 했으며 이 때문에 북한 당국은 2005년 10월 쌀의 시장 거래를 금지하고 수매상점화를 부활하는 조치를 내리기도 했다.
국가로부터 주택을 배정받으면 개인은 국가에 집세, 즉 주택사용료를 지불해야 하는데, 7‧1조치 이전, 주택사용료는 수입의 0.03%를 차지했으나, 7‧1조치 이후에는 1m2당 월 2원으로 인상되어 60m2(18평)의 주택에 거주하는 경우 120원을 지불하게 되었다.
가계 수입을 6,000원으로 가정했을 경우, 수입의 3%를 차지하는 규모이며 이는 100배의 가격 인상을 의미한다. 
공공요금 또한 20배에서 25배 정도 인상되었으며 특히 전기세의 경우 1KW당 7.1 경제개혁조치 이전에 3원 50전 하던 것이 7.1 경제개혁조치 이후에는 21원으로 60배나 인상되었다. 
청진시의 종합시장에서 쌀은 kg당 남한가격으로 762원 북한산 최고급 담배 고양이 한 갑은 1,000원 정도이며 북한의 경제규모가 남한의 30분의 1에도 미치지 못하고 있음을 감안할 때, 북한 지역 물가 수준이 어느 정도 높은지를 가히 짐작할 수 있다.

### 소유권 관련
북한은 1998년 개정 헌법을 통해 생산수단의 소유 주체와 관련, 그 범위를 확대시킨 바 있으며 그럼에도 불구하고 7.1 경제개혁조치에 따른 북한 변화에서 생산수단의 사유화를 가져오는 사유재산제도의 변화는 포함되지 않았다. 
기업의 사적 소유에 대해서도 절대로 허용할 수 없음을 못 박고 있으며 다만, 건물과 토지 등에 대해 부분적으로 개인 임대제를 시행하고 있으며, 상속권에 대한 범위도 제시하고 있다. 
북한은 1998년 개정헌법을 통해 생산수단의 소유주체와 관련, 그 범위를 확대시킨 바 있다. 그럼에도 불구하고 7 1조치에 따른 북한 변화에서 생산수단의 사유화를 가져오는 사유재산제도의 변화는 포함되지 않았다. 북한은 오히려 “사적소유제도는 자본가들이 생산수단을 독차지하고 근로인민대중의 자주성을 유린구속하고 제 배를 불리는 악독한 착취제도”라며 자본주의 사유제도에 대한 강한 거부감을 표출한 바 있다. 기업의 사적 소유에 대해서도 “절대로 허용할 수 없음”을 못 박고 있다. 다만, 국가 소유의 건물을 임대해 운영하는 음식점, 당구장, 가라오케 등 개인 업소가 평양시내에 등장했으며 이들 업소는 개인이 북한 원화로 국가 건물을 임대‧운영, 소득에 따라 법인세를 당국에 내고 나머지는 개인 처분, 이익금을 챙기고 있는 것으로 알려지고 있다.

## 논란과 의혹

### 반개혁 조치의 실행
2006년 조선민주주의인민공화국은 만 17세 이상 성인 남성의 장사를 일체 금지하고 사유지에 고율의 토지 사용료를 부과하기 시작했고 2007년에는 만 40세 미만 성인여성의 장사를 금지하고, 시장 거래 품목도 통제하기 시작했으며, 개인 사업을 대대적으로 단속하기 시작했다. 
2008년 김정일이 6.18 담화를 통해 시장을 자본주의 요소의 본거지로 규정한 이후 종합시장에 대한 억압은 더욱 기승을 부리게 되는데, 2009년 들어 상설 시장을 10일 농민시장으로 환원하였으며 사유지 역시 2009년 협동농장에 강제 귀속된 것으로 알려지고 있다.
2006년 이후 반개혁조치는 7.1 경제개혁조치에서 허용한 소규모의 개인 사업과 뙈기밭을 다시 불법화한 것 종합시장에 대한 단속, 그리고 이 모두와 밀접히 연결된 돈주에 대한 공격 등이 대중을 이룬다. 
개인사업에 대한 단속은 돈주의 사적 고용 행위가 확산된 것, 돈주가 기관, 기업소의 명의를 빌려 국영상점, 국영 기업, 협동농장에 자본을 투자하거나 이를 통해 경영권을 장악하는 현상이 확산된 것에 대한 대응조치였다.
하지만 김정일은 계획지표 축소, 생산재 시장 합법화, 기업의 현금 보유나 현금을 통한 자재 조달, 그리고 계획 외 생산 합법화 등 7.1 경제개혁조치의 근간은 건드리지 않았다. 
2007년에 번수입 지표를 폐지하고 사회순소득 지표를 도입했는 데, 이는 기업이 번수입에 따라 임금이나 자체기금을 조정할 수 있는 권한을 축소했다. 
그러나 사회 순소득 지표에도 계획 외 수입이 반영된다는 점에서 계획지표 축소와 기업 운영의 자율성 확대라는 7.1 조치의 근간은 그대로 활용이 되었다,
다만 농민시장으로의 판매는 금지가 되었고 대신 국영상점으로의 시장가격 판매가 이루어져 5%의 국가납부금을 제외한 나머지 수익을 얻을 수 있도록 김정일이 특별명령을 내렸으며 특히 기업소들도 특히 종합시장에서 국영상점으로의 유턴으로 이어졌다.

### 부정부패 현상의 심화
사회적으로 부정부패현상이 심화되고 있으며 조선민주주의인민공화국에서 암시장 거래에 필요한 공공물자의 횡령이 심하고 그 종류도 다양하며 로동당 - 정부 고위직 관료들의 횡령은 공적 사업비를 불법 지출하거나, 자기 산하 행정 및 경제관료들의 부정부패를 노골적으로 부추기는 것으로까지 발전하고 있다. 
행정 및 경제관료들은 당정관료들의 후원을 받는 것이 자신들의 위치를 고수하는 데 유리하다는 인식 때문에 부패 개입에 주저하지 않는다. 
행정 관료는 물자를 직접 관리하는 과정에서 직접 횡령하는 방법을 취하고 있으며 협동농장에서 간부들이 담합하여 쌀과 같은 주곡을 빼내거나, 유통 분야에 관여하는 관료가 배급품이나 각종 자재를 빼돌리는 형태를 취하고 있기도 하다.
조선민주주의인민공화국에서 뇌물은 모든 계층에 만연되어 있으며 기업소 또는 관공서 등의 직장 내에서 좋은 자리를 얻기 위해, 일탈 행위에 대한 묵인 또는 여러 가지 형태의 특혜를 얻기 위해 상하위직간에 광범위한 뇌물수수가 이루어지고 있다. 
좋은 직장에 배치받기 위해 주택 취득, 대학 입학, 노동당 가입, 여행 허가 취득을 위해 뇌물을 주고 받는 부패가 만연되어 있다.
부패는 궁극적으로 북한 체제의 안정성을 해치는 결과를 가져올 것이며 횡령과 횡령된 물품의 암거래는 북한을 고루 못사는 사회가 아닌, 신분에 따라 빈부격차가 큰 사회로 만들며, 사적 영역이 공적영역을 지속적으로 잠식함으로써 계획경제의 비효율성을 증대시킬 것이다.